# Georg Sorge (Radsportler)

Georg Sorge

Georg Sorge (* 11. August 1868 in Salzgitter; † 20. Januar 1954 in Berlin) war ein deutscher Radrennfahrer und Fahrradhersteller.

## Radsport-Erfolge
Georg Sorge war zunächst Mitglied im „Hannoverschen Bicycle Club“ und trat später, nach seinem Umzug nach Köln, dem „Cölner BC“ bei. Zu diesem Zeitpunkt, etwa Mitte der 1880er Jahre, hielt er schon mehrere Hochradrekorde und bestritt nun lange Fahrradtouren, wie etwa die 249,9 Kilometer lange Strecke Blankenheim–Boppard in 11 Stunden und 56 Minuten. 1893 nahm er an der vielbeachteten Distanzradfahrt Wien–Berlin teil, die den Fahrradboom in Deutschland einläutete. Sorge belegte den zweiten Platz hinter dem damals besten Straßenfahrer Josef Fischer, zu dem er einen Rückstand von 54 Minuten aufwies. 1895 gewann er das Rennen „Mainz-Cleve“.

## Allright-Werke und -Fahrradschule
Aus beruflichen Gründen war Sorge, der die Handelsschule besucht hatte und anschließend in einer Eisenwarenhandlung arbeitete, nach Köln gezogen und arbeitete dort zunächst als Kaufmann in einem Eisenwarengeschäft. Ab 1890 vertrieb er englische Fahrräder der Marken „Triumph“ und „Allright Coventry Safety“, die er gemeinsam mit einem Kompagnon in einer kleinen Fabrik, den „Allright Fahrradwerken“ in Köln-Lindenthal, montierte.
Neben der Produktion und dem Verkauf von Fahrrädern betrieb Georg Sorge die „Allright-Fahrradschule“ für wohlhabende Kunden. Ein Fahrrad war damals noch ein Luxusgegenstand, der zwischen 500 und 1000 Mark kostete, eine Summe, die in etwa dem damaligen Jahresgehalt eines Arbeiters entsprach. Nach seinem zweiten Platz bei „Wien-Berlin“ erhielt die Schule großen Zulauf.
1897 hatten sich die „Allright Fahrradwerke“ auf dem deutschen Markt etabliert, berühmte Rennfahrer wie Jimmy Moran und Peter Günther, der als Mechaniker schon in der Firma gearbeitet hatte und von seinem Chef gefördert wurde, fuhren diese Marke. Nach einer Absatzdelle durch ausländische Billigimporte ging es von 1901 weiter aufwärts, und Sorge wandelte seine Firma in eine Aktiengesellschaft um, die „Köln-Lindenthaler Metallwerke“ (KLM), die später auch Motorräder und Autos produzierte. Sorge selbst zog sich als stiller Gesellschafter aus dem operativen Geschäft zurück, gründete aber in Berlin den ersten Großhandel für Automobilzubehör, die namhafte Firma „Sorge und Sabeck“.
Über Georg Sorges weiteren Lebensweg ist nichts bekannt.